# Ludwig Heinrich Bojanus
Ludwig Heinrich Bojanus (ou Louis Henri Bojanus) est un médecin et un naturaliste, né le 16 juillet 1776 à Bouxwiller en Alsace et mort le 2 avril 1827 à Darmstadt.

## Biographie
Louis Henri Bojanus est né le 15 juillet 1776 à Bouxwiller, capitale du comté de Hanau-Lichtenberg, alors en union dynastique avec le landgraviat de Hesse-Darmstadt. Son père, Johann Jacob Bojanus, est fonctionnaire à l’office des forêts du comté, tandis que sa mère, Maria Éléonore Kromeyer, est fille du receveur général du comté. En 1793, sous la menace de la Terreur, le père de Bojanus décide de se réfugier à Darmstadt avec sa famille.
Après le Matura, Bojanus reçoit le support du landgrave, dont l’appui financier lui permet d’étudier la médecine à l'université d'Iéna. Ayant obtenu le titre de docteur en médecine et en chirurgie en 1797, il travaille jusqu’en 1798 à Berlin et à Vienne avec le professeur Johann Peter Frank. À cette date il revient à Darmstadt, où le gouvernement de Hesse-Darmstadt lui propose de superviser la création d'une école vétérinaire. Bojanus entame alors en 1801 un tour d’Europe des meilleures écoles vétérinaires et élevages de chevaux, qui dure jusqu’en 1803. Le projet est finalement abandonné, mais permet toutefois à Bojanus d’écrire sur cette expérience son premier ouvrage, Über den Zweck und die Organisation der Thierarzneinschulen, qui connaît un certain succès.
Bojanus passe les années suivantes à faire des conférences et écrit un second ouvrage, Krtische Übersicht der Fortschritte der Thierarzneykunst, avant d’accepter en 1806 un poste de professeur de médecine vétérinaire à l'Université de Vilnius, qu’il occupe jusqu’en 1812. À cette date, Napoléon fait son entrée dans Vilnius : Bojanus, qui déteste le jacobinisme français depuis l’épisode de la Terreur, préfère alors quitter la ville pour Saint-Pétersbourg. Ce geste, alors que le reste de l’université a accueilli les Français avec joie, lui attire les faveurs du tsar, qui l’anoblit et lui accordera désormais son soutien dans ses entreprises. Après la débâcle française, Bojanus retrouve la chaire de médecine vétérinaire et enseigne également l’anatomie comparée ; un théâtre d'anatomie est même spécialement construit en 1815 pour son cours de chirurgie vétérinaire. Parallèlement, le tsar le nomme inspecteur général de l’enseignement en 1816, puis conseiller d’État en 1821.
En septembre 1822 il n'accepte pas le poste de recteur de l’université de Vilnius à cause des contraintes imposées par les autorités tsaristes mais il accepte de créer en 1823 l’école vétérinaire. La maladie force Bojanus à se retirer de ses fonctions en 1824 et il retourne à Darmstadt où il meurt en 1827.

## Œuvre
Bojanus introduit à Vilnius des méthodes différentes de celles en usage à l’époque. Il rejette en particulier le style magistral, qu’il avait peu apprécié lors de son tour d’Europe de 1801, et utilise abondamment des illustrations qu’il réalise lui-même. Ses cours lui servent à développer des théories innovantes : il avance par exemple dans son cours d’anatomie qu’une évolution s’est faite au cours du temps en partant d’organismes de base, qui se sont progressivement transformés pour devenir de plus en plus complexes. Il rejette également l’idée de séparation nette et étanche entre végétal et animal en s’appuyant sur l’existence d’organismes intermédiaires, les zoophytes.
Bojanus est l'auteur de 70 titres sur l'anatomie dont sept sur l'anatomie des tortues et des serpents. Son ouvrage le plus important sur ce sujet est Anatome Testudinis Europaeae, qui est toujours considéré au début du XXIe siècle comme une référence dans le domaine. Ce livre contient quarante planches et plus de deux cents illustrations, toutes réalisées par Bojanus lui-même. Il finance également sur ses propres deniers l’éditions, ce qui lui coûte l’équivalent d’environ deux ans de salaire, le scientifique n’ayant fait aucune concession à la qualité. Le tirage est de 80 exemplaires, dont sept exemplaires originaux sont conservés à ce jour en France, dont trois au Muséum national d'histoire naturelle et deux dans les bibliothèques de l'Université de Strasbourg).
Son deuxième sujet de prédilection est l’aurochs : dans son ouvrage De uro nostrate eiusque sceleto commentatio, paru en 1827, il démontre que l’aurochs et le bison des steppes sont deux espèces différentes, alors que la plupart de ses contemporains soutenaient jusque-là qu’il s’agissait du même animal.

## Éponymie
Lisowicia bojani, un reptile du Trias de Pologne, est nommée en son honneur.